# Бердо (заказник)
Бе́рдо — ландшафтний заказник загальнодержавного значення в Україні. Розташований у Стрийському районі Львівської області, на південь від села Хітар. 
Площа 1085 га. Створений Постановою Ради Міністрів УРСР від 2 листопада 1984 року № 434. Перебуває у віданні ДП «Славський лісгосп»:
- Верхняцьке л-во: кв. 1 (вид. 23, 26, 32, 33); кв. 2 (вид. 6, 14, 16); кв. 3 (вид. 36-39); кв. 4 (вид. 21, 24);
- Климецьке л-во: кв. 9 (вид. 13-17); кв. 11 (вид. 5-9); кв. 12, 14 (вид. 5, 10-12, 14); кв. 17 (вид. 1-5, 7-9); кв. 18 (вид. 1, 2, 5, 7, 9, 13); кв. 19 (вид. 2, 7, 9-11, 14); кв. 20, кв. 23.

На схилах хребта Бердо спостерігається рідкісне ботаніко-географічне явище — знижена до 1150 м над р. м. межа поширення субальпійської рослинності. Нижче ростуть букові праліси. На гребені хребта збереглися фрагменти природних ялинників (смеречників), майже відсутніх у Стрийсько-Сянській верховині. 
У букових пралісах, що майже не зазнали антропогенного впливу як еталони корінних лісів, трапляються цибуля ведмежа, лілія лісова, крокус Гейфеля, занесені до Червоної книги України.